# توشيكي يوي
توشيكي يوي (باليابانية: 唯登詩樹؛ بالكانا: ゆい としき) هو مانغاكا ياباني، ولد في 1956 في كيوتو في اليابان.

## وصلات خارجية
- توشيكي يوي على موقع ANN person (الإنجليزية)

- الموقع الرسمي